# Rhododendron taquetii
Rhododendron taquetii är en ljungväxtart som beskrevs av Leveille. Rhododendron taquetii ingår i släktet rododendron, och familjen ljungväxter. Inga underarter finns listade i Catalogue of Life.